# Kalgan (Asimov)
Pour les articles homonymes, voir Kalgan.
Dans le Cycle de Fondation d'Isaac Asimov, Kalgan est un monde au climat semi-tropical située dans le secteur du même nom. C'est une destination touristique et de luxe de premier choix. Elle est conquise par Le Mulet, qui en fait la capitale de son Empire, appelé « Union des mondes ». Après la mort du Mulet, Kalgan devient une planète isolée qui n'attire plus personne.

## Présentation
Kalgan est un monde au climat semi-tropical avec plages, sports nautiques, chasses... L'endroit de vacances rêvé. Il est situé à environ 7 000 parsecs de la Première Fondation. Seuls de tout ce secteur de la Galaxie, ses habitants semblaient ignorer la chute de l'Empire, des Stannell, la fin de la grandeur et de la paix. 
Kalgan, c'était le monde du luxe. Un monde qui, tandis que l'édifice de l'humanité s'écroulait, maintenait son intégrité comme producteur de plaisir, acheteur d'or et vendeur de loisirs. Il échappait aux vicissitudes de l'Histoire, car quel conquérant allait détruire ou même porter préjudice à un monde regorgeant de ces richesses qui assurent l'immunité ? 
Pourtant, Kalgan avait fini par devenir le quartier général d'un Seigneur et sa douceur avait dû céder aux exigences de la guerre. Ses jungles domestiquées, ses rivages aux doux contours et ses villes étincelantes retentissaient du pas des mercenaires importés. On avait armé les mondes qui dépendaient de la planète ; pour la première fois de son histoire, l'argent de Kalgan s'était investi en astronefs de guerre plutôt qu'en pots-de-vin. 
L'homme qui dirigeait Kalgan prouvait qu'il était destiné à défendre ce qui lui appartenait et voulait s'emparer de ce qui appartenait aux autres. C'était un grand personnage de la Galaxie, un faiseur de paix et de guerre, un bâtisseur d'empires, un fondateur de dynasties. Kalgan était donc comme autrefois, et ses citoyens en uniforme s'empressaient de retrouver leur ville d'antan, tandis que les mercenaires étranges se fondaient sans effort avec les bandes nouvelles qui arrivaient. Comme toujours, il y avait les chasses luxueusement organisées pour traquer la vie animale des jungles qui épargnaient la vie humaine ; et les chasses aux oiseaux en astronefs de sport qui n'étaient fatals que pour les grands oiseaux. 
Dans les villes, ceux qui cherchaient à s'évader de la Galaxie pouvaient prendre leur plaisir conformément à leurs ressources, depuis les palais célestes destinés à contempler le spectacle de l'espace et qui ouvraient leurs portes aux masses moyennant un demi-crédit, jusqu'aux lieux discrets et cachés que fréquentaient seulement les gens très riches. Les touristes qui ne souhaitaient pas se mêler à ce vaste flot pouvaient garer leurs astronefs dans le grand hangar commun de la Péninsule Est et gagner la Mer Intérieure, où les plaisirs étaient encore légaux et même respectables, et les foules pas trop nombreuses. Il y avait sur la côte des mendiants acrobates, dont les articulations souples se pliaient dans tous les sens au prix de quelques pièces.

## Le Hangar
Le Hangar sur Kalgan est une institution très spéciale, née de la nécessité de garer le grand nombre d'astronefs amenés par les voyageurs et par nécessité corollaire de loger tous ces gens. L'esprit astucieux qui, le premier, avait conçu cette solution évidente n'avait pas tardé à devenir milliardaire. Ses héritiers - par la naissance ou par la finance - comptaient parmi les hommes les plus riches de Kalgan. Le Hangar s'étend sur plus de dix mille hectares de territoire et le terme de « hangar » ne suffit pas tout à fait à le décrire. C'est essentiellement un hôtel... Pour astronefs. Le voyageur paie d'avance et son appareil est garé dans une niche d'où il peut s'envoler dans l'espace à tout moment. Le voyageur vit alors à son bord, comme toujours. On peut évidemment, pour une somme raisonnable, bénéficier des services ordinaires d'un hôtel, tels que la fourniture de la nourriture et des produits pharmaceutiques, l'entretien de l'astronef lui-même, et l'on peut également utiliser les transports de la planète à des tarifs spéciaux. Si bien que le visiteur fait des économies en ne payant qu'une seule note pour le garage et l'hôtel. Le propriétaire vend l'usage provisoire de son terrain avec un coquet bénéfice. Le gouvernement perçoit des impôts considérables. Tout le monde est content. Personne n'y perd. C'est simple !

## Monnaie
Le kalganid est la monnaie de Kalgan. On y fait mention dans Seconde Fondation, en déclarant que le change est favorable à l'argent de la Fondation, le crédit. Il y est dit qu'un billet de 10 crédits est égal à « une liasse terriblement épaisse » de kalganids.